# Badoo
Badoo (Баду) — багатомовна соціальна мережа знайомств, що працює з користувачами всіх країн світу. Головний офіс компанії розташований у Сохо, Лондон, проте сама компанія зареєстрована на Кіпрі, а належить російському бізнесменові Андрію Андрєєву. У вересні 2011 року в журналі The Economist було опубліковано статтю, в якій розглядається несподіваний успіх компанії Badoo, що дозволив їй стати «однією з найбільш успішних IT-компаній Європи», відкривши абсолютно новий ринок.

## Особливості
Badoo має кілька особливостей, які дозволяють користувачам зустрічати інших людей. Коли користувач вперше реєструється в системі, він повинен обрати: хоче він зустріти нових людей, щоб з ними зустрічатися, спілкуватися або ж просто завести нових друзів. Одразу як тільки користувач реєструється, він може спілкуватися, завантажувати свої фотографії та відео.
Ще декілька відмінних рис додатка:
- Люди поблизу: користувачі можуть бачити та контактувати з людьми, які живуть в їх поточній області розташування.
- Пошук: користувачі можуть також бачити хто зараз в системі в різних містах або ж в іншій частині світу.
- Зустрічі: ще одна функція, в якій користувачі проводять пальцем праворуч (так) або ліворуч (ні) у профілях інших користувачів. Якщо є відповідність, то обидва користувачі отримують сповіщення.

## Припинення роботи в окремих країнах
У квітні 2011 року Badoo піддається цензурі в Об'єднаних Арабських Еміратах та інших країнах. Techcrunch повідомляє, що в січні 2010 року доступ до Badoo в Ірані заблоковано з боку іранського уряду.
У березні 2022 року Badoo припинила роботу у Росії та Білорусі у зв'язку з участю останніх у вторгненні в Україну.